# Vigna unguiculata

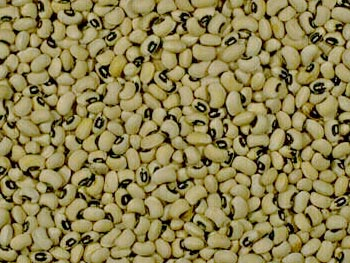
Aspecto das sementes comestíveis (feijões)

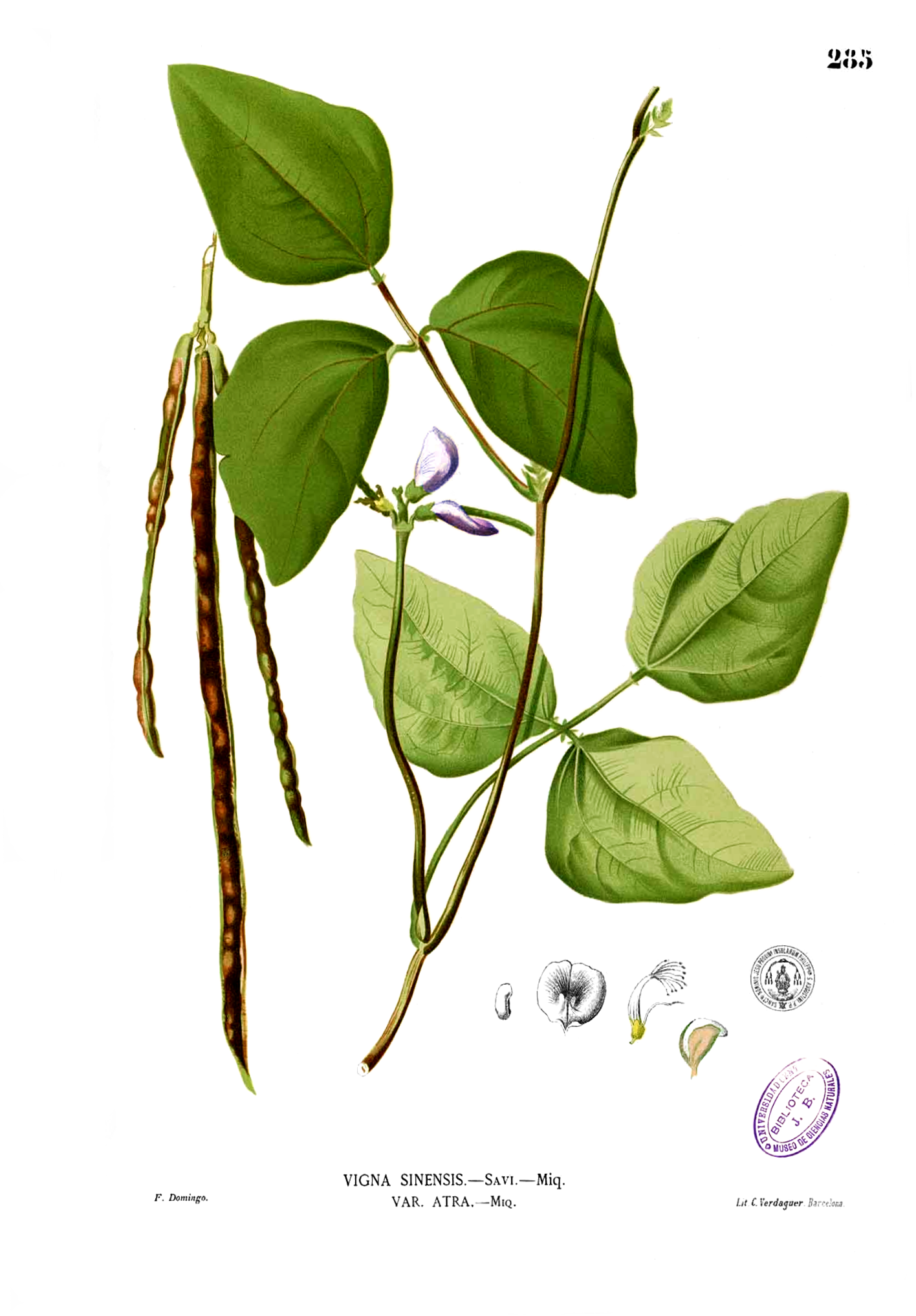
Pormenores da planta

Vigna unguiculata, popularmente conhecida como feijão-frade, feijão-fradinho, feijão-miúdo, feijão-caupi, feijão-de-corda, feijão-catador, feijão-sopinha ou feijão-macáçar, é uma planta da família das leguminosas (Fabaceae), subfamília papilionoídea (Faboideae).
A espécie apresenta muitas variedades cultivadas, podendo variar, por exemplo, o padrão de cores das sementes ou o tamanho das vagens, que podem ser curtas ou muito longas, dependo da variedade.
Quanto ao biótipo, esta espécie trata-se de um terófito.

## Taxonomia
Sinonímia:
- Dolichos unguiculatus L.
- Clitoria alba G. Don
- Dolichos sesquipedalis L.
- Dolichos sinensis L.
- Dolichos sphaerospermus DC.
- Dolichos melanophthalamus DC.
- Phaseolus cylindricus L.
- Phaseolus sphaerrospermus L.
- Phaseolus unguiculatus (L.) Piper
- Vicia catjang (L.) Walp.
- Vicia sesquipedalis (L.) Wight
- Vicia sinensis auct.

## Descrição
São plantas geralmente anuais, erectas ou trepadoras, com caules estriados e glabrescentes, isto é, com tendência a perder os pelos que se dispõem na suas hastes.
As suas folhas são trifolioladas, com apêndices (estípulas) na base do pecíolo, sendo os dois folíolos laterais oblíquos em relação ao plano do folíolo central. As flores dispõem-se em pequenos grupos semelhantes a cachos, com poucas flores, que partem da base do pecíolo das folhas (ou seja, em pseudocachos paucifloros axilares).
As flores, completas, têm o cálice bilabiado (formando duas partes que se dispõem como dois lábios), apresentando o lábio superior dois lóbulos e o inferior três. A corola é papilionácea, isto é, com cinco pétalas com a seguinte disposição: uma maior, externa (o estandarte ou vexilo) sob a qual se dispõem duas pétalas laterais (as "asas") fechadas sobre duas pétalas internas, unidas em forma de quilha (ou carena) que, por sua vez, protegem os órgãos reprodutores da flor.
O estandarte é arredondado, geralmente de cor branca, esverdeada, amarela ou lilacínea, enquanto que as asas variam do azul ao púrpura. A quilha é esbranquiçada e não espiralada. Existe uma variedade de flores lilacíneas e outra de flores violáceas com vexilo amarelo. Cada flor tem dez estames, dos quais nove estão unidos uns aos outros e um é livre. O carpelo tem um estigma encurvado e húmido que facilita a aderência dos grãos de pólen. O ovário é estreito e alongado, com os óvulos distribuídos em linha, o que explica o comprimento invulgarmente extenso da vagem.
As flores abrem-se apenas nas primeiras horas da manhã, não permitindo que a polinização por parte de insectos ocorra frequentemente. De facto, a autopolinização é a regra nesta espécie.
As vagens são lisas, lineares e cilíndricas, com sementes numerosas. Estas apresentam-se de cor branca ou amarelada, geralmente com o hilo (o "olho" do feijão) com uma orla castanha ou negra, que permite facilmente a sua identificação.

## Origem

Crê-se que o feijão-frade tenha provindo da África Ocidental

Ao arrepio do que sucede com outros cultivares lautamente difundidos pelo planeta, pouco se sabe a respeito da história da domesticação, dispersão geográfica e cultivo do feijão-frade. Sendo certo que não há provas arqueológicas que assegurem a origem mais primordial do cultivo do feijão-frade, o centro de diversidade do seu cultivo radica na África Ocidental, o que sugere que o centro de origem desta espécie possa ser aí.
A contrapelo, há novas investigações que têm vindo a sustentar que a domesticação pode ter ocorrido na África Oriental.
Pese embora a data original de cultivo seja ainda desconhecida e objecto de debate académico, o feijão-frade é, não obstante, contemplado como sendo uma das espécies de cultivares domesticados mais antigas. Foram encontrados vestígios arqueológicos de feijões-frade esturrados em grutas no Gana central, que se crê que datem do segundo milénio antes de Cristo. Julga-se que por volta de 23000 a.C, o feijão-frade tenha sido levado para o Sudeste asiático, onde terá ocorrido uma domesticação secundária. A partir daí, séculos mais tarde, a espécie terá sido levada para o Mediterrâneo, onde foi cultivada pelos gregos e romanos antigos. Com efeito, as primeiras abonações literárias que remetem para o feijão-frade, remontam ao século III a.C.
Possui várias subespécies, como o feijão-chicote, que têm, por sua vez, inúmeras variedades, cultivadas pelas sementes comestíveis, de formas e cores diversas, utilizadas também como forragem especialmente nutritiva e como adubo verde.

## Portugal
Cultivado no território continental desde o período da ocupação romana, foi um dos cultivares mais comum durante séculos, tendo, todavia, sofrido uma progressiva estagnação a partir do século XX. Presentemente, é mais cultivado na região do Alentejo, para obtenção do grão, para consumo humano, e da planta forrageira, para consumo de gado.

## Cabo Verde
Dentre o rol de bens de produção nacional cabo-verdiano, o feijão-miúdo é dos que mais se destaca, tanto mais que grande parte do consumo nacional depende da respectiva produção nacional. No que concerne especificamente ao feijão-frade, amiúde denominado no país como bongolon, corresponde a uma leguminosa com significativas potencialidades de enriquecimento do solo em azoto, com a vantagem acrescida de que, sendo uma espécie grande resistência às deficiências hídricas, adapta-se perfeitamente às condições do bioma cabo-verdiano.

## Brasil
Este tipo de feijão constitui a base alimentar de muitas populações rurais devido ao seu elevado valor nutritivo a nível proteico e energético e à sua fácil adaptação a solos de baixa fertilidade e com períodos de seca prolongada. Na Região nordeste do Brasil, a colheita de suas vagens e o consumo de seus feijões ocorrem tanto na fase de plena maturação quanto antes, caso este em que o produto é denominado "feijão-verde", sendo largamente usado na culinária regional. O feijão maduro é ingrediente básico do acarajé, bolinho frito típico da culinária baiana.

## Produção mundial
| País                                     | Produção em 2018 (toneladas anuais) |
| ---------------------------------------- | ----------------------------------- |
| Nigéria                                  | 2.606.912                           |
| Níger                                    | 2.376.727                           |
| Burquina Fasso                           | 630.965                             |
| Gana                                     | 215.350                             |
| Tanzânia                                 | 202.865                             |
| Camarões                                 | 185.832                             |
| Quênia                                   | 179.399                             |
| Mali                                     | 157.739                             |
| Myanmar                                  | 136.411                             |
| Sudão                                    | 104.667                             |
| Fonte: Food and Agriculture Organization |                                     |

## Outras designações
Além dos nomes já referidos, esta espécie tem também os seguintes nomes populares:

### Portugal
- Feijão-carito[16]
- Feijão-pequeno[17]
- Chícharo[18]
- Culita[19]
- Dolico-de-Cuba[6]
- Favolinha[6]
- Feijão-chicote[6]
- Feijão-de-Cuba[6]
- Feijão-de-metro[6]
- Feijão-espargo[6]
- Feijão-frade[6]
- Alfange[6]
- Feijão-gigante[6]
- Feijoeiro-de-lagartixa[6]
- Feijão-de-corda[6]

### Brasil
- boca-preta
- ervilha-de-vaca
- favalinha
- feijão-alfanje
- feijão-besugo
- feijão-careta
- feijão-carita
- feijão-carito
- feijão-chicote
- feijão-chícharo
- feijão-chinês
- feijão-congo
- feijão-corda
- feijão-da-china
- feijão-de-boi
- feijão-de-corda
- feijão-de-frade
- feijão-de-macáçar
- feijão-de-olho-preto
- feijão-de-vaca
- feijão-de-vara
- feijão-frade
- feijão-frade-comprido
- feijão-galego
- feijão-gurutuba
- feijão-lagartixa
- feijão-macáçar
- feijão-mancanha
- feijão-mineiro
- feijão-miúdo
- feijão-miúdo-da-china
- feijão-sopinha[5]
- feijão-vinha
- feijãozinho-da-índia
- mebauene
- mucunha
- mulato-gelato

### Angola
- feijão-macundi
- maconde
- macunde[20]
- macundi

### Cabo Verde
- feijão mongolão
- mongolão[21]
- "bongolon" (Crioulo de Cabo Verde)

### Moçambique
- nhemba[22]
- namerrua
- Ikhutye